# Distretto di Oued Endja
Il distretto di Oued Endja è un distretto della Provincia di Mila, in Algeria.

## Comuni
Il distretto di Oued Endja comprende 3 comuni:
- Oued Endja
- Zeghaia[1]
- Ahmed Rachedi[1]